# 29 يونيو
- السبت
- الأحد
- الاثنين
- الثلاثاء
- الأربعاء
- الخميس
- الجمعة

- 314 ذو الحجة 1446  هـ
- 15 ذو الحجة 1446  هـ
- 26 ذو الحجة 1446  هـ
- 37 ذو الحجة 1446  هـ
- 48 ذو الحجة 1446  هـ
- 59 ذو الحجة 1446  هـ
- 610 ذو الحجة 1446  هـ
- 711 ذو الحجة 1446  هـ
- 812 ذو الحجة 1446  هـ
- 913 ذو الحجة 1446  هـ
- 1014 ذو الحجة 1446  هـ
- 1115 ذو الحجة 1446  هـ
- 1216 ذو الحجة 1446  هـ
- 1317 ذو الحجة 1446  هـ
- 1418 ذو الحجة 1446  هـ
- 1519 ذو الحجة 1446  هـ
- 1620 ذو الحجة 1446  هـ
- 1721 ذو الحجة 1446  هـ
- 1822 ذو الحجة 1446  هـ
- 1923 ذو الحجة 1446  هـ
- 2024 ذو الحجة 1446  هـ
- 2125 ذو الحجة 1446  هـ
- 2226 ذو الحجة 1446  هـ
- 2327 ذو الحجة 1446  هـ
- 2428 ذو الحجة 1446  هـ
- 2529 ذو الحجة 1446  هـ
- 261 محرم 1447  هـ
- 272 محرم 1447  هـ
- 283 محرم 1447  هـ
- 294 محرم 1447  هـ
- 305 محرم 1447  هـ
- 16 محرم 1447  هـ
- 27 محرم 1447  هـ
- 38 محرم 1447  هـ
- 49 محرم 1447  هـ

29 يونيو أو 29 حُزيران أو 29 يونيه أو يوم 29 \ 6 (اليوم التاسع والعشرون من الشهر السادس) هو اليوم الثمانون بعد المئة (180) من السنوات البسيطة، أو اليوم الحادي والثمانون بعد المئة (181) من السنوات الكبيسة وفقًا للتقويم الميلادي الغربي (الغريغوري). يبقى بعده 185 يوما لانتهاء السنة.

## أحداث
- 1236 - سقوط قرطبة حاضرة الخلافة الأموية في الأندلس وكبرى قواعدها في يد فرناندو الثالث ملك مملكة قشتالة، بعد أن تخلى عنها «محمد بن يوسف بن هود» على الرغم من أنه كان في إمكانه نجدتها.
- 1732 - الإسبان يستعيدون السيطرة على ميناء ومدينة وهران من العثمانيين، وكان العثمانيون قد فتحوها قبل 24 عامًا وخلصوها من الاحتلال الإسباني.
- 1832 - اندلاع ثورة المفتي عبد الغني آل جميل ضد الوالي العثماني في بغداد.
- 1835 - محمد علي باشا يصدر أمرًا بإنشاء مصلحة الآثار والمتحف المصري، وأسند إدارتهما إلى «يوسف ضياء أفندي» بإشراف رفاعة الطهطاوي.
- 1913 - نشوب حرب البلقان الثانية والتي كانت بسبب رغبة بلغاريا في انتزاع إقليم «مقدونيا الشمالية» من صربيا، وإنتهت هذه الحرب بعد 42 يومًا من اشتعالها بالتوقيع على اتفاقية بوخارست في 10 أغسطس.
- 1928 - اكتشاف دواء البنسلين على يد ألكسندر فلمنج.
- 1938 - إجراء انتخابات المجلس التشريعي في الكويت، وهو أول مجلس تشريعي فيها، وتم خلال هذه الانتخابات اختيار 14 عضو من بين 20 مرشح.
- 1949 - الأقلية البيضاء الحاكمة في جنوب أفريقيا تبدأ في تطبيق قوانين الفصل العنصري ضد السود فيما عرف بسياسة الأبارتيد.
- 1960 - الرئيس الكوبي فيدل كاسترو يمنع شركة البترول الأمريكية «تكساكو» ويصادر ممتلكاتها.
- 1964 - شقيقة الرئيس الكوبي فيدل كاسترو تفر من كوبا وتطلق تصريحات مناهضة له.
- 1965 - القوات الأمريكية التي أرسلت إلى فيتنام تبدأ أول عملياتها القتالية إلى جانب قوات فيتنام الجنوبية.
- 1974 - إيزابيلا بيرون أرملة الرئيس خوان بيرون تقسم اليمين كأول رئيسة لجمهورية الأرجنتين.
- 1986 - منتخب الأرجنتين لكرة القدم يحرز لقبه الثاني في بطولة كأس العالم بعد تغلبه على المنتخب الألماني بثلاثة أهداف لهدفين في النسخة الثالثة عشر من بطولة كأس العالم المقامة في المكسيك.
- 1992 - اغتيال الرئيس الجزائري محمد بوضياف أثناء احتفال رسمي بأحد المسارح في عنابة وذلك بعد 166 يوم من توليه الرئاسة.
- 2008 -
  - مجلس الوزراء الإسرائيلي يصوت بأغلبية على عملية تبادل أسرى مع حزب الله تقضي بإطلاق سراح 5 أسرى لبنانيين من بينهم سمير القنطار مقابل تسلم جثتي الجنديين الإسرائيليين الذان اختطفهما حزب الله في يوليو من عام 2006.
  - منتخب إسبانيا يحرز كأس أوروبا الثالثة عشر بعد فوزه على المنتخب الألماني بهدف وحيد بالمباراة التي أجريت بالعاصمة النمساوية فيينا.
- 2009 - مجلس صيانة الدستور في إيران يؤكد نتيجة الانتخابات الرئاسية بفوز الرئيس محمود أحمدي نجاد وذلك بعد إعادة فرز جزئي لأصوات الناخبين.
- 2014 - تنظيم الدولة الإسلامية في العراق والشام يُعلن قيام ما أسماها «الخلافة الإسلامية» في الأراضي التي سيطرَ عليها في سوريا والعراق تحت اسم الدولة الإسلامية ويُعيّن أبو بكر البغدادي خليفة لها.
- 2015 -
  - قوات الاحتلال الإسرائيلي تعترض أسطول الحرية 3 الذي يتجه إلى قطاع غزة وتقتاده لميناء أشدود بمن فيه.
  - اغتيال هشام بركات النائب العام المصري نتيجة انفجار سيارة ملغومة استهدفت موكبه في القاهرة.
- 2017 - خُبراء منظمة حظر الأسلحة الكيميائية يُؤكدون استخدام غاز السارين في الهجوم على بلدة خان شيخون الذي وقع يوم 4 أبريل 2017، على أنَّ الجهة المسؤولة لم تُحدد بعد.
- 2021 - الحكم على رئيس جنوب أفريقيا السابق جاكوب زوما بالسجن 15 شهرًا بتهمة ازدراء المحكمة.

## مواليد
- 1398 - الملك خوان الثاني، ملك أراغون.
- 1798 - جاكومو ليوباردي، شاعر إيطالي.
- 1886 - روبرت شومان، رئيس وزراء فرنسا.
- 1900 - أنطوان دو سانت-إيكسوبيري، كاتب فرنسي.
- 1908 - ليروي أندرسون، موسيقي أمريكي.
- 1910 - فرانك ليوسر، موسيقي أمريكي.
- 1925 - جورجو نابوليتانو، رئيس إيطاليا.
- 1926 - جابر الأحمد الجابر الصباح، أمير دولة الكويت الثالث عشر.
- 1939 - أماريلدو، لاعب كرة قدم برازيلي.
- 1940 - فريدة فهمي، ممثلة ومغنية مصرية.
- 1944 - غاري بوسي، ممثل أمريكي.
- 1945 - تشاندريكا كماراتونغا، رئيسة سريلانكا.
- 1952 - أحمد الإبياري، كاتب مصري.
- 1962 - خوان لابورتا، رئيس نادي برشلونة.
- 1967 - ميلورا هاردن، ممثلة أمريكية.
- 1971 - نوال الزغبي، مغنية لبنانية.
- 1976 - محمد بحاري، ملاكم جزائري.
- 1978 - نيكول شيرزينغر، مغنية أمريكية.
- 1988 - إفير بانيغا، لاعب كرة قدم أرجنتيني.
- 1992 - كوكي ريسوريكيون، لاعب كرة قدم إسباني.

## وفيات
- 1855 - جون غوري، طبيب ومخترع أمريكي من أصل اسكتلندي.
- 1861 - إليزابيث باريت براونينغ، شاعرة إنجليزية.
- 1875 - الإمبراطور فرديناند الأول، إمبراطور النمسا.
- 1895 - توماس هنري هكسلي، عالم إنجليزي في علم الأحياء.
- 1940 - بول كلي، رسام ألماني.
- 1941 - إغناتسه يان بادرفسكي، موسيقي بولندي.
- 1992 - محمد بوضياف، رئيس الجزائر.
- 1998 - أحمد حماني، رئيس جمعية العلماء المسلمين الجزائريين.
- 1995 - لانا تيرنر، ممثلة أمريكية.
- 2008 - شاكر الفحام، باحث سوري ورئيس مجمع اللغة العربية بدمشق.
- 2008 - محمد عبد الجابر، سياسي ودبلوماسي فلسطيني.
- 2010 - نبيلة النابلسي، ممثلة سورية.
- 2012 - جاسم القطامي، سياسي كويتي.
- 2015 - هشام بركات، النائب العام المصري.
- 2020 - هاشالو هونديسا، مغن وكاتب أغان إثيوبي.

## أعياد ومناسبات
- عيد الاستقلال في سيشيل.

## وصلات خارجية
- وكالة الأنباء القطريَّة: حدث في مثل هذا اليوم.
- النيويورك تايمز: حدث في مثل هذا اليوم.
- BBC: حدث في مثل هذا اليوم.